# Pseudogobius masago
Pseudogobius masago är en fiskart som först beskrevs av Tomiyama, 1936.  Pseudogobius masago ingår i släktet Pseudogobius och familjen smörbultsfiskar. Inga underarter finns listade.